# Andover (Ohio)
Andover es una villa ubicada en el condado de Ashtabula en el estado estadounidense de Ohio. En el Censo de 2010 tenía una población de 1145 habitantes y una densidad poblacional de 323,64 personas por km².

## Geografía
Andover se encuentra ubicada en las coordenadas 41°36′24″N 80°34′8″O / 41.60667, -80.56889. Según la Oficina del Censo de los Estados Unidos, Andover tiene una superficie total de 3.54 km², de la cual 3.54 km² corresponden a tierra firme y (0%) 0 km² es agua.

## Demografía
Según el censo de 2010, había 1145 personas residiendo en Andover. La densidad de población era de 323,64 hab./km². De los 1145 habitantes, Andover estaba compuesto por el 95.46% blancos, el 2.79% eran afroamericanos, el 0.26% eran amerindios, el 0.09% eran asiáticos, el 0% eran isleños del Pacífico, el 0% eran de otras razas y el 1.4% pertenecían a dos o más razas. Del total de la población el 1.75% eran hispanos o latinos de cualquier raza.